# Goodrich (Michigan)
Goodrich – wieś w Stanach Zjednoczonych, w stanie Michigan, w hrabstwie Genesee.